# Kvick diamantnemertin
Kvick diamantnemertin (Tetrastemma candidum) är en djurart som tillhör fylumet slemmaskar, och som först beskrevs av Otto Friedrich Müller 1774. Enligt Catalogue of Life ingår Kvick diamantnemertin i släktet Tetrastemma och familjen Tetrastemmatidae, men enligt Dyntaxa är tillhörigheten istället släktet Tetrastemma, och ordningen Hoplonemertea. Arten är reproducerande i Sverige. Inga underarter finns listade i Catalogue of Life.